# Пила
Пила́ — село в Україні, у Стрийському районі Львівської області. Населення становить 20 осіб. Орган місцевого самоврядування — Моршинська міська рада.

### Поява хутора Пила
З паном Поструцьким пов'язані спогади про появу хутора Пила, котрий належить до села Станків. Розповідають, що у пана Поструцького було багато землі, яка потребувала рук для обробітку. Тому до праці залучалися і мешканці гірських районів. Потрібно було ще збудувати будинок для челяді, збільшити стайні. А навколо ліси. Отож і вирішив Поструцький вирубати найкремезніші дерева, у першу чергу, звичайно, дуби, що росли в його лісі. Аби було дешевше та економніше, вирішив не везти зрубані дерева у село, а розробляти їх тут, на місці. Наказав зробити спеціальну пилу, на якій робітники-селяни мали б різати дошки. Вона мали вигляд двох дерев'яних стояків, на які робітники клали дерево. Один різальник стояв на узвишші, а інший -внизу, які й рухали величезну пилу. Різання дощок не зупинялося ні на мить (робота організовувалася позмінно). Селяни з дозволу пана Поструцького у вільний від роботи час корчували пні зрізаних ними дерев. На утворених ділянках вони будували хатини, де жили зі своїми сім'ями. Тут різали деревину багато років. Деякі із селян виготовляли бочки, дерев'яні відра, цебри для худоби — їх називали бондарями. У Станкові є родина Боднарів, яка з давніх-давен займалася виробництвом різних предметів з дерева. Коли комусь із селян потрібні були нові двері, вікна чи інші речі домашнього вжитку, то казали: «Йду на Пилу», тобто в майстерню, де різали дошки. Коли нарешті деревину перестали тут різати, люди не покинули цих місць, бо обжилися, мали свої хати, ділянки поля. Вони залишилися тут, говорячи: «Живу на Пилі». Так виник хутір Пила.

## Демографія
Згідно з Йосифинською метрикою у Пилі проживали власники будинків та земельних угідь (станом на 6 березня 1788 р.): Йозеф Шевцув (№ 56), Данило Поддубний (№ 54), Ян Пастернак (П'ясецький) (№ 20).
Згідно з Францисканською метрикою у Пилі проживали власники будинків та земельних угідь (станом на 20 липня 1820 р.): Стась і Войцех Шевцув (№ 57), Іван Подубний (№ 54), Іван Пастернак (П'ясецький)(№ 62), Стефан Огородник (№ 59), Гринь Павлій (№ 60), Томко Жужевич (№ 61), Матвій Фльоркевич (без №).